# کیک‌بوکسور آمریکایی ۲
کیک‌بوکسور آمریکایی ۲ (انگلیسی: American Kickboxer 2) یک فیلم ورزشی و رزمی فیلیپینی/آمریکایی محصول سال ۱۹۹۳ به کارگردانی جنو هودی با بازی قهرمان سابق کیک بوکسور جهان، دیل «آپولو» کوک و رزمی کار و هنرپیشه ایوان لوری است. با وجود اسم مشابه داستان به فیلم کیک‌بوکسور آمریکایی محصول ۱۹۹۱ مربوط نمی‌شود.

## داستان
دو رقیب، یکی پلیس و دیگری یک معلم هنرهای رزمی با هم متحد می‌شوند تا یک دختر کوچک را از دست یک تروریست و دژخیمان نجات دهند.

## انتشار
این فیلم مستقیماً به صورت ویدیوی خانگی در ایالات متحده در ۴ اوت ۱۰۹۳ از کمپانی تریمارک پیکچرز تحت شرکت تابعه آنها ویدمارک اینترتایمنت منتشر شد.

## پیوند یه بیرون
- کیک‌بوکسور آمریکایی ۲ در بانک اطلاعات اینترنتی فیلم‌ها (IMDb)
- کیک‌بوکسور آمریکایی ۲ در راتن تومیتوز